# Emil Meinhold

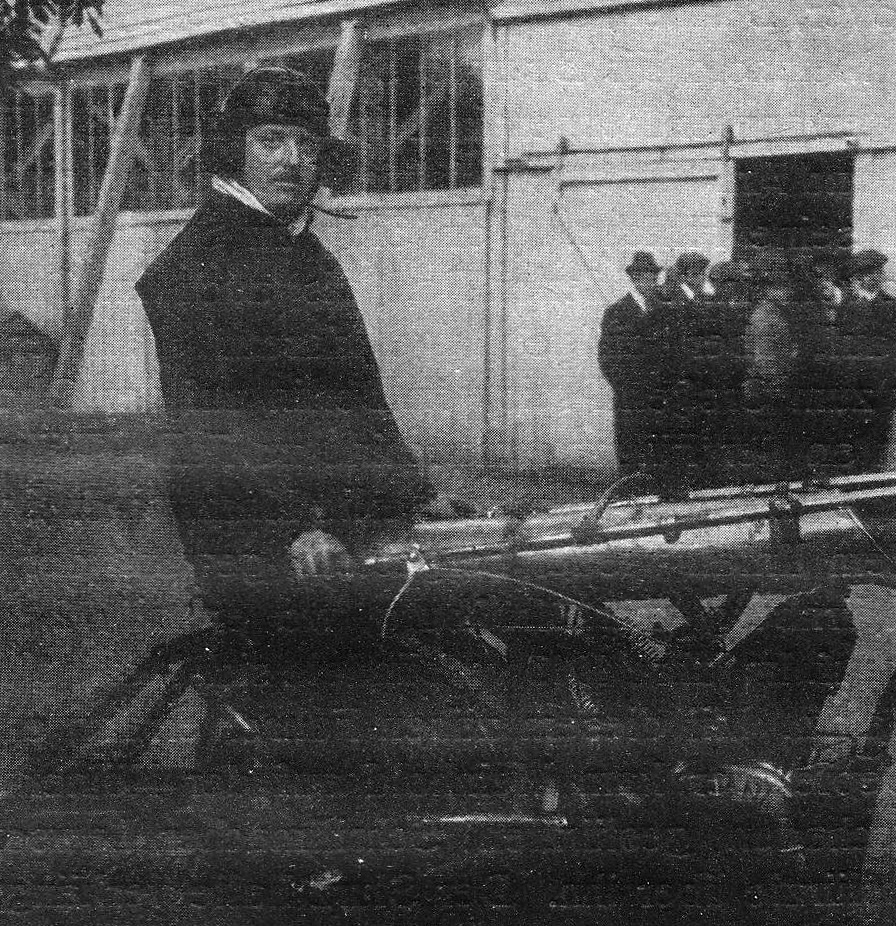
Emil Meinhold

Emil Meinhold (* 23. Dezember 1878 in Pobershau; † 26. November 1955 in München) war ein deutscher Schrittmacher und Radrennfahrer.
1901 begann Emil Meinhold mit dem aktiven Radsport als Amateur, von 1904 bis 1905 war er Profi. Anschließend bestritt er Motorradrennen für die Chemnitzer Presto-Werke und stellte auf der Radrennbahn Steglitz mit 6:05 Minuten über zehn Kilometer einen neuen Rekord auf. 1906 wurde er Schrittmacher bei Steherrennen.
In den folgenden Jahren führte Meinhold u. a. den Niederländer John Stol und den späteren französischen Weltmeister Victor Linart. 1913 wurde er vom deutschen Fahrer Richard Scheuermann als Schrittmacher verpflichtet. Am 8. September des Jahres wurde er auf der Riehler Radrennbahn in Köln in einen Sturz verwickelt, bei dem Scheuermann sowie der US-amerikanische Schrittmacher des französischen Rennfahrers Paul Guignard, Gus Lawson, ums Leben kamen. Meinhold selbst erlitt schwere Verletzungen sowie Brandwunden und wurde schon für tot erklärt, konnte aber wider Erwarten genesen. 1914 fuhr er mit dem niederländischen Weltmeister Piet Dickentman.
Nach dem Ersten Weltkrieg, an dem er als Soldat teilnahm, fuhr Emil Meinhold zunächst mit Paul Nettelbeck. Ab 1920 führte er u. a. Walter Sawall, der hinter Meinhold einer der erfolgreichsten Steher und dreimal deutscher Meister wurde. 1931 trat Meinhold als Schrittmacher zurück und überließ sein Material seinem Sohn Arnulf.
Ab 1932 wurde Emil Meinhold Sportlicher Leiter der Sechstagerennen von München und Stuttgart sowie Organisator von Steherrennen. Ab 1948 engagierte er sich beim Münchener Sechstagerennen erneut. Zudem wurde er als Mitglied des „RC Amor 07 München“ Bahnwart der vereinseigenen Radrennbahn.